# Samsung Gear Sport
Samsung Gear Sport jsou chytré hodinky vyvinuty, designovány a prodávány společností Samsung Electronics. Hodinky byly vydány na Samsung Galaxy Unpacked 2017.

## Specifikace
| Obrazovka       | 1.2” 360 x 360 Super AMOLED, Gorilla Glass3 | Zdroje: |
| Operační systém | Tizen 3.0                                   | Zdroje: |
| Váha            | 67g                                         | Zdroje: |
| RAM             | 768MB                                       | Zdroje: |
| Voděodolnost    | 5ATM                                        | Zdroje: |
| Konektivita     | BT4.2, Wi-Fi (802.11 b/g/n), GPS, NFC       | Zdroje: |
| Baterie         | 300mAh                                      | Zdroje: |